# فرودگاه ایالت کاندن
فرودگاه ایالت کاندن (به انگلیسی: Condon State Airport) (به زبان بومی: Pauling Field) یک فرودگاه همگانی است که یک باند فرود بتن دارد و طول باند آن ۱۰۶۷ متر است. این فرودگاه در کشور ایالات متحده آمریکا قرار دارد و در ارتفاع ۸۸۷٫۳ متری از سطح دریا واقع شده‌است.